# Долна Нушка
Долна Ну̀шка (на гръцки: Δαφνούδι, Дафнуди, катаревуса: Δαφνούδιον, Дафнудион, до 1927 година Κάτω Νούσκα, Като Нуска) е село в Гърция, дем Довища, област Централна Македония.

## География
Селото е разположено източно от град Сяр (Серес) в Сярското поле, в южното подножие на планината Сминица (Меникио).

## История

### Етимология
Според Йордан Н. Иванов името е по личното име Нушко, Нушка, умалително от Нушо, Нуша със с вместо ш на гръцка почва.

### Средновековие
На 2,5 km североизточно от Долна Нушка е античната и средновековна крепост Калята.

### В Османската империя
Жителите на Нушка (Горна и Долна) са късни преселници от село Драгуш, чиито развалини са край Хорвища.
В османски данъчни регистри на немюсюлманското население от вилаета Зъхна от 1659-1660 година селото е отбелязано под името Нуска-и-зир с 25 джизие ханета (домакинства).
Гръцка статистика от 1866 година показва Нуска (Νούσκα) като село със 175 турци и 275 българи православни.
Александър Синве ("Les Grecs de l’Empire Ottoman. Etude Statistique et Ethnographique"), който се основава на гръцки данни, в 1878 година пише, че в Като Нуска (Kato-Nouska) живеят 300 гърци.
В „Етнография на вилаетите Адрианопол, Монастир и Салоника“, издадена в Константинопол в 1878 година и отразяваща статистиката на населението от 1873 година, Нуска (Nouska) е посочено два пъти - веднъж като село в Сярска каза с 42 домакинства и 110 жители гърци и втори път като село в Зъхненска каза със 154 домакинства и 130 жители мюсюлмани и 318 българи. В 1889 година Стефан Веркович (Топографическо-этнографическій очеркъ Македоніи) отбелязва Долня-Нуска като село с 80 български и 30 турски къщи.
В 1891 година Георги Стрезов пише:
| „ | Нуска, село на пределите между Сярската и Зъхненската каза. На 1/2 час от него е Горна Нуска, която принадлежи на Сярската каза. 60 къщи българе, между които има няколко турски. | “ |

Към 1900 година според статистиката на Васил Кънчов („Македония. Етнография и статистика“), населението на Долня Нуска брои 380 българи-християни, 100 турци мюсюлмани и 120 турци християни. Според Йордан Н. Иванов тези данни са най-точни, но гагаузите са повече – приблизително колкото българите.
По данни на секретаря на Българската екзархия Димитър Мишев („La Macédoine et sa Population Chrétienne“) през 1905 година в Нуска (Nouska) има 115 жители гърци.

### В Гърция
През Балканската война селото е освободено от части на българската армия, но остава в Гърция след Междусъюзническата война. Според преброяването от 1928 година селото е смесено местно-бежанско с 36 бежански семейства и 153 души. В 1926 година селото е прекръстено на Дафнуди, но новото име влиза официално в регистрите в 1927 година.
| Име         | Име          | Ново име      | Ново име      | Описание                                  |
| ----------- | ------------ | ------------- | ------------- | ----------------------------------------- |
| Коса        | Κόσσα Λάκκος | Хорторема     | Χορτόρεμα     | сминишка река ЮИ от Долна Нушка           |
| Арапча      | Άράψα        | Арапица       | Άραπίτσα      | възвишение на З от Долна Нушка (183,7 m)  |
| Чавдар тепе | Παλντάρ Τεπέ | Дрепану       | Δρέπανου      | възвишение в Сминица на СИ от Долна Нушка |
| Нушка       | Κούσκα       | Дафни         | Δάφνη         | възвишение в Сминица на СИ от Долна Нушка |
| Дравуща     | Δραβούστα    | Дросерон Рема | Δροσερόν Ρέμα | сминишка река ЮИ от Долна Нушка           |

## Личности
Родени в Долна Нушка
- Атанасиос Великис (1933 - 2009), гръцки лекар и политик
- Василис Тольос (1960 - 2018), гръцки дипломат